# Elhagyott szoba
Az Elhagyott szoba (Vacancy) egy 2007-es horror / thriller, Antal Nimród rendező hollywoodi debütálása. A főszerepben Luke Wilson és Kate Beckinsale látható.

## Történet
|  | Alább a cselekmény részletei következnek! |

David és Amy Fox gyermekük halálát nehezen feldolgozni képes, kapcsolati válságban lévő házaspár, akiknek a semmi közepén robban le autójuk. Egy közeli motel (szálláshely)ben szállnak meg, melyet egy ijesztő férfi vezet. A szobájukban kisköltségvetésű mészárlós filmet néznek, majd rövidesen rájönnek, hogy snuff-filmet látnak, s ott vették fel, ahol most ők is vannak. Kamerákat fedeznek fel, s tudják: életük veszélyben van. Minden lépésüket figyelik, így egy földbe vájt alagúton próbálnak megszökni…

## Szereplők
| Karakter        | Színész           | Magyar hang        |
| --------------- | ----------------- | ------------------ |
| Amy Fox         | Kate Beckinsale   | Kisfalvi Krisztina |
| David Fox       | Luke Wilson       | Görög László       |
| Mason           | Frank Whaley      | Fekete Ernő        |
| Szerelő         | Ethan Embry       | Hujber Ferenc      |
| Gyilkos         | Scott G. Anderson | Papucsek Vilmos    |
| Kamionos        | Mark Casella      |                    |
| Országúti járőr | David Doty        | Várkonyi András    |
| Áldozat         | Ernest Misko      | Versényi László    |

## Háttér
Antal Nimród rendező 2006 júniusában kezdett el dolgozni az Elhagyott szobán. Először nyolc hónappal korábban merült fel neve a projekt rendezőjeként – a Kontroll nemzetközi kritikai sikerének köszönhetően–, azonban ekkor még visszautasította az ajánlatot, mert nem találta megfelelőnek a forgatókönyvet, saját elmondása szerint „nem volt eleganciája”. A szkript átírásokon és több rendezőjelöltön esett át, mire visszakerült Antalhoz. A forgatókönyvet Mark L. Smith írta, akinek ez az első munkája.
A filmben a párkapcsolat érdekel, egy fiatal házaspár nehéz időkön megy benne keresztül. Aztán egy ijesztő élményben vesznek részt, ami újra összehozza őket. Ráadásul az egész egy régi Hitchcock-filmre emlékeztet, nem csak egy vérfürdő, mint a mozikban vetített divatfilmek.
– Antal Nimród

### A stáb
A munkálatok kezdetén a női főszerepre még Sarah Jessica Parker volt kijelölve. Antal szerint „Sarah nagyon kedves ember, szerény és alázatos.” Parker azonban szeptemberben távozott a produkcióból, személyes okokra hivatkozva, helyét Kate Beckinsale vette át. A férfi főszerepet Luke Wilsonra osztották. „Nagyon tehetséges mind a kettő, és jól működtek együtt” – mondta Antal Beckinsale és Wilson párosáról. Utólag úgy nyilatkozott Wilsonnal kapcsolatban, hogy büszke arra, amit ki tudott hozni A szuper exnőm „béna expasijából”. „Őt a nézők humoros filmekből ismerik, így neki is kihívás volt egy másfajta játékot hozni. Szerintem a nézők is meg fognak lepődni.” Antal szeretett volna saját magyar vágót és operatőrt alkalmazni a film készítése során, azonban a stúdió ezt elutasította. A fényképezői posztra Andrzej Sekula, a Ponyvaregény operatőre került. Antal róla a következőket mondta: „Maximálisan együttműködött velem, sokat beszélgettünk a filmről, és azt mondta, hogy azt szeretné a filmvászonra rakni, ami az én fejemben van.”

### A munkálatok
A forgatás 2006 júliusában kezdődött. A belső jeleneteket a filmet forgalmazó Sony Pictures stúdiójában vették fel, míg a külső helyszíneket játszódó részek a Los Angeles melletti sivatagban kerültek rögzítésre. Az Elhagyott szoba munkálatai 2006. november 24-én fejeződtek be, ezt követték a több hónapos utómunkálatok, melyek végül 2007 februárjában zárultak.

## Horror vagy thriller?
Antal Nimród a filmről:
A horrorpiac fut nagyon, nem mintha ez lenne az én világom, de mindenben ki akarom próbálni magam.
Klasszikus thrillert próbáltunk csinálni, ami feszültségre törekszik. Azt hiszem, sikerült. Ez nem horror. Ha öt másodpercig van benne vér, akkor sokat mondok.

## Marketing
A filmhez két előzetes készült, az egyiket maga a rendező vágta, ez került fel az internetre 2007 februárjában, s több dolgot is elárul a filmből. „A marketing azt diktálja, hogy minél több dolgot dobnak oda a nézők felé, annál több embert tudnak elérni.” – véli Antal.
Észak-Amerikán kívül áprilistól indult a trailer vetítése. Mivel egyetlen nemzetközi előzetest készít a forgalmazó, így a magyar mozikban nem volt lehetséges Antal Nimród nevének feltüntetése, csupán felirattal: „A Kontroll rendezőjének új filmje”. Ez is a Columbia Picturesszel történő előzetes egyeztetés után valósulhatott meg, akárcsak a magyar filmplakát esetében, ahol a hazai forgalmazó InterCom szintén szerette volna feltüntetni a direktort. Az itthoni tévészpotoknál már szabadabban járhatottak el, kép és hangbeli utalásra is lehetőség nyílt a Kontrollra.

## Bemutató
Az Elhagyott szoba 2007. április 20-án került az amerikai mozikba. 2551 filmszínház tűzte műsorára országszerte, 2600-3000 közötti kópiaszámon. Magyarországon elsőként április 22-én, a Titanic Filmfesztivál zártkörű vetítésein volt látható, a rendezvény zárófilmjeként. A hivatalos bemutató augusztus 2-án volt. Budapesten nyolc mozi tűzte műsorára, kivétel nélkül multiplex, vagyis többtermesek.

### Fogadtatás
„A Screen Gems vezetője kifejezetten büszke rá, és az egyik legjobb filmjének nevezi”
– állította Antal Nimród a film elkészülte után, mikor még csak a készítők láthatták az alkotást. A bemutatót követően a Rotten Tomatoes oldalán, ami a kritikusok véleményeit egyesíti, s értékeléseikből átlagot számít, gyenge, 28%-os ítélet jelent meg, azonban az elkövetkezendőkben folyamatosan kúszott feljebb ez az adat. Mikor Magyarországon a mozikba került, több mint 100 kritikából 54%-on állt a mutató, ami noha önmagában csak közepes eredmény, a műfajon belül kiemelkedőnek mondható, különösen, ha más Screen Gems-filmekkel vetjük össze (Ismeretlen hívás – 10%, A testvériség – 3%, Anakonda 2: A véres orchidea – 26%). Ugyanitt, a leghitelesebbnek, legjobbnak tartott kritikusokat tömörítő „Cream of the Crop” szekcióban 63%-on áll a film, ami már a „fresh” – „friss” (ellentétben a 60% alatti „rotten” – „rothadt”) jelzővel ellátható filmek közé emeli az Elhagyott szobát. Antal Nimród úgy kommentálta az értékeléseket az Indexnek, hogy „Vagy utálod, vagy nagyon kedveled.”

#### Box office
A film az amerikai mozikasszáknál szerényen szerepelt. Míg a Screen Gems 15 millió körüli összeget várt, addig a valóságban az Elhagyott szoba negyedikként nyitott a toplistán 7,6 millió dollárral, majd a horror műfajának szokása szerint gyorsan csökkent a nézettsége, így a forgalmazó csak nem egészen 6 hétig tartotta műsoron. A Box Office Mojo szerint a sikertelenség egyik oka, hogy a főszereplők személye nem volt elég vonzó a nézőknek, hiszen sem Beckinsale, sem Wilson nem aratott még sikert saját erejéből, s mindketten más műfajokban váltak ismertté. A film végül 19 millió dolláron zárt, ami éppen megegyezik a költségvetéssel. Észak-Amerikán kívül a film 16 millió dollárt gyűjtött, így összbevétele meghaladja a 35 millió dollárt.